# 新潟県道159号分水寺泊線
新潟県道159号分水寺泊線（にいがたけんどう159ごう ぶんすいてらどまりせん）は、新潟県燕市から同県長岡市に至る一般県道である。

## 概要
新潟県燕市渡部の渡部交差点から長岡市を通る国道402号・野積橋北詰交差点まで、燕市と長岡市の境界を流れる大河津分水路の右岸に沿って伸びる道路。路線名の「分水」「寺泊」は、いわゆる平成の大合併により合併消滅した起点・終点付近の旧自治体名（新潟県西蒲原郡分水町、同県三島郡寺泊町）に由来する。

### 路線データ
- 起点：新潟県燕市渡部（新潟県道2号新潟寺泊線交点）
- 終点：新潟県長岡市寺泊野積字須走（国道402号交点）

## 路線状況
全線2車線、一部片側歩道が整備されており、最高速度50 km/h規制である。カーブはなく、ほぼ直線で見通しは良い。

## 地理

### 通過する自治体
- 新潟県
  - 燕市 - 長岡市

### 交差する道路
- 新潟県道2号新潟寺泊線（起点：渡部交差点）
- 国道402号（北陸道）（終点：野積橋北詰交差点）

### 沿線
- 大河津分水路
- 東岸寺（燕市渡部）